# L'Ensorcellement de Séville

L'Ensorcellement de Séville  est une co-production franco-germano-espagnole de Louis de Carbonnat pour la version française et de Benito Perojo pour la version espagnole, sortie en 1931.

## Synopsis
Le célèbre torero Paco Quinones est amoureux de Pastora, la fille du riche Antonio. Le père s'oppose au mariage. Paco devient l'amant d'une danseuse dont l'ancien compagnon se venge sur Paco. Pastora reste à son chevet et Don Antonio, devant tant d'amour, consent au mariage.

## Fiche technique
- Titre français : L'ensorcellement de Séville
- Titre espagnol : El embrujo de Sevilla
- Réalisation : Louis de Carbonnat (version française), Benito Perojo (version espagnole)
- Scénario : d'après le roman éponyme de Carlos Reyes
- Producteurs : Louis de Carbonnat, Benito Perojo, Louis Nalpas
- Musique : Julián Bautista
- Société de production : Les Établissements Braunberger-Richebé
- Format :  Son mono - Noir et blanc - 1,20:1 - 35 mm
- Genre : Film dramatique
- Date de sortie : 1931 en France - 4 avril 1931 en Espagne
- Durée : 70 minutes

## Distribution
- dans la version française :
  - Gina Manès : Pastora
  - Ginette Maddie
  - Jean Toulout
  - Gaston Modot
  - Georges Péclet
  - Georges Charlia
  - Hugues de Bagratide : le chanteur Pitoché
  - Hélène Hallier
  - Roger Terrore
- dans la version espagnole :
  - Maria Fernanda Ladron de Guevara : Pastora
  - Rafael Rivelles : Paco Quinones
  - Maria Dalbaicin : Pura
  - Maria Luz Callejo : Rosarito
  - José Gonzalez Marin : El Pitoche

## Autour du film
Marie Glory était du premier casting. Le film a été arrêté (?) puis repris sans elle.